# Hostilijan
Hostilijan (latinsko Caesar Caivs Valens Hostilianvs Messivs Qvintvs Avgvstvs) je bil rimski cesar, ki je vladal od julija do novembra 251, * okoli 230, Sirmium, Spodnja Panonija, † november 251, Rim, Rimsko cesarstvo.
Bil je sin rimskega cesarja Decija in njegove žene Herenije Etruskile. Maja 251 ga je oče povišal v cezarja, brata Herenija Etruska pa v socesarja. Po Decijevi in Herenijevi smrti v bitki z Goti pri Abritu, je preostala rimska vojska za cesarja razglasila Trebonijana Gala. Novi cesar je takoj zatem razglasil Hostilijana za svojega socesarja, sina Voluzijana pa za cezarja. Hostilijan je novembra 251 umrl zaradi kuge ali ga je Trebonijan Gal umoril.

## Življenje
Hostilijanov oče Decij  je bil rimski senator in general. Za cesarja ga je kot nasprotnika Filipa Arabca septembra 249 razglasila rimska vojska  v provincah Panoniji in Meziji. S svojo vojsko je nato napadel Filipa Arabca in ga v bitki pri Veroni premagal in ubil. Po zmagi je Rimski senat uradno potrdil njegov cesarski položaj. Njegovemu imenu je dodal ime Trajan kot spomin na cesarja Trajana.
Decij je sina Hotstilijana maja 251 povišal v cezarja. Še isti mesec je starejšega sina Herenija Etruska povišal v povišal v avgusta in s tem v socesarja. Po Decijevi in Herenijevi smrti v bitki z Goti pri Abritu julija 251 je vojska za novega cesarja proglasila Trebonijana Gala, on pa je takoj zatem Hostilijana povišal v avgusta in s tem v socesarja.
Hostilijan je bil socesar do svoje smrti novembra 251. Vzrok njegove smrti je nejasen. Avrelij Viktor in neznan avtor Epitome de Caesaribus (Kratek opis (vladavin rimskih) cesarjev)) pravita, da je umrl zaradi kuge (črne koze ali ošpice), Zosim pa, da ga je ubil Trebonijan Gal. Slednji je po Hostilijanovi smrti za socesarja imenoval svojega sina Voluzijana.

## Numizmatika
V 250. letih so se kovali štirje aurei s Hostilijanovo podobo na prednji strani. Na zadnji strani so bili upodobljeni Mars, ki hodi proti desni, duhovniški pripomočki, stoječi Merkur in sedeča Roma , ki drži Viktorijo.

### Primarni viri
- Avrelij Viktor.  De Caesaribus 30.2.
- Anonimus. Epitome de Caesaribus 30.2.
- Zosi. Historia Nova (1.25.1.)

### Sodobni viri
- Adkins, Lesley; Adkins, Roy A. (1998). Handbook to Life in Ancient Rome. Oxford University Press. ISBN 9780195123326.
- Bunson, Matthew (2014). Encyclopedia of the Roman Empire. Facts On File. ISBN 9781438110271.
- Chrystal, Paul (2015). Roman Women: The Women who influenced the History of Rome. Fonthill Media. ISBN 978-1781552872.
- Friedberg, Arthur L.; Friedberg, Ira S.; Friedberg, Robert (2017). Gold Coins of the World - 9th edition: From Ancient Times to the Present. An Illustrated Standard Catlaog with Valuations. Coin & Currency Institute. ISBN 9780871840097.
- Haas, Christopher J. (1983). »Imperial Religious Policy and Valerian's Persecution of the Church, A.D. 257-260«. Church History. 52 (2). JSTOR 3166947.
- Manders, Erika (2012). Coining Images of Power: Patterns in the Representation of Roman Emperors on Imperial Coinage, A.D. 193 - 284. Brill. ISBN 9789004189706.
- Salisbury, F. S.; Mattingly, H. (1924). »The Reign of Trajan Decius«. The Journal of Roman Studies. 14. doi:10.2307/296323. JSTOR 296323.
- Varner, Eric R. (2004). Mutilation and Transformation: Damnatio Memoriae and Roman Imperial Portraiture. Brill. ISBN 978-9004135772.

| Vladarski nazivi                    | Vladarski nazivi                                  | Vladarski nazivi                       |
| ----------------------------------- | ------------------------------------------------- | -------------------------------------- |
| Predhodnik: Decij in Herenij Etrusk | Rimski cesar 251 Služboval ob: Trebonijanom Galom | Naslednik: Trebonijan Gal in Voluzijan |